# Trichoglossus johnstoniae
El lori de Mindanao (Trichoglossus johnstoniae) es un ave psitaciforme de la familia Psittaculidae endémica de Filipinas. Esta especie de loro pertenece al género Trichoglossus y puebla las selvas del archipiélago filipino.

## Subespecies
- Trichoglossus j. johnstoniae - Centro y sureste de Mindanao.
- Trichoglossus j. pistra - Oeste de Mindanao.